# Банда Евгения Сорокина
Банда Евгения Сорокина — жестокая банда рабовладельцев, осуществлявшая преступную деятельность в Нижегородской области в 2005—2009 годах.

## Создание банды
До создания банды Евгений Сорокин был судим за убийство. Он был признан невменяемым и отправлен на принудительное лечение. В Казанской психиатрической больнице он познакомился с Юниром Карабаевым, осуждённым за изнасилование и грабёж и также признанным невменяемым. Ещё в больнице Сорокин и Карабаев решили похищать людей и использовать их в качестве рабов. Они надеялись, что такая деятельность позволит им разбогатеть. После освобождения Сорокин и Карабаев в 2003 году приступили к осуществлению своих замыслов. Они переехали жить в садоводческое общество «Урожай» в Дальнеконстантиновском районе Нижегородской области, где у Сорокина была дача. Там они устроились работать сторожами. Из оружия у бандитов были боевой и газовый пистолеты.

## Преступная деятельность
Сорокин и Карабаев подыскивали граждан, не имеющих постоянного заработка и родственников. Бандиты предлагали таким людям (почти всегда это были бездомные) высокооплачиваемую работу. После того, как те соглашались, бандиты привозили их на дачу Сорокина, где, угрожая оружием, запирали своих жертв в подвале.
Всего за период с 14 ноября 2005 года по 8 июля 2009 года ими было похищено 9 человек, среди них одна женщина.
Бандиты заставляли своих пленников работать на огороде, носить воду с источника, заготавливать дрова. Во время работ пленники были закованы в цепи. Ни о какой зарплате не было и речи. Рабовладельцы кормили пленников зерном, ограничивали их в питьевой воде, а спать им приходилось на полу в подвале, прикованными цепями.
За неповиновение рабовладельцы избивали своих жертв, пытали их электрошокером, лишали еды. Даже зимой пленникам приходилось находиться в холодном подвале. При этом Сорокин получал садистское удовольствие от издевательств над пленниками. Но существенной прибыли бандитам их деятельность не приносила.
Соседи рабовладельцев ничего не знали о том, что происходит на участке Сорокина, поскольку бандиты приняли серьезные меры к конспирации и обеспечению безопасности своего бизнеса. Рабовладельцы оградили участок от посторонних глаз забором и растительностью, близко не подпускали к своему участку посторонних, заставляли «рабов» трудиться только ночью.
Однажды бандиты похитили двоих несовершеннолетних. Один из них разбил замок на цепи, которой он был прикован, и бежал. Он рассказал о банде рабовладельцев встреченной им группе людей, но они ему не поверили.
Второй подросток, 12-летний Евгений Коржевин, присоединился к банде. По приказу Сорокина он убил одного тяжело больного пленника. Впоследствии Коржевин не только избивал «рабов», но и помогал старшим бандитам заманивать новых.
Рабовладельцы убивали тех пленников, которые уже не могли работать из-за тяжёлых условий жизни и истязаний. Всего они убили троих человек, их останки закопали тут же на участке.
Зимой 2007 года бандиты взломали замки на дверях и ограбили несколько домов в садоводческом обществе. Хозяева дач, приехавшие туда в мае, поняли, что за кражами стоят сторожа, и вызвали милицию. Но у милиционеров не было санкции на обыск дачи Сорокина, поэтому они ограничились осмотром двора. Во время этого осмотра Коржевин с ножом в руках находился в подвале с пленниками. Сорокин приказал ему убить каждого, кто попытается звать на помощь. Карабаев и Сорокин были задержаны, однако затем отпущены. Пока они отсутствовали, из подвала сбежали трое пленников.

## Аресты, следствие и суд
Однажды в марте 2008 года, когда бандиты уехали с дачи за продуктами, ещё двое пленников сумели бежать. Однако они не обратились сразу в милицию, а вернулись на вокзал, откуда их привезли бандиты. Однажды они случайно заметили Сорокина и Коржевина и указали на них милиционерам. Бывшие пленники рассказали, что у преступников есть оружие, и у них на садовом участке зарыты останки погибших людей. Милиционеры сначала не поверили бездомным, но потом всё же задержали Сорокина и Коржевина. На следующий день Коржевин начал давать признательные показания.
Тем временем Карабаев по долгому отсутствию своих сообщников понял, что они задержаны. Карабаев с оружием сбежал с дачи Сорокина в лес. Для его поимки были мобилизованы многие милиционеры. Когда Карабаев попытался совершить вылазку в ближайший посёлок, он был задержан.
Следователи изъяли на даче бандитов электрошокер «Скорпион», наручники, три ружья, кинжал, мачете, складную дубинку и четыре ножа.
Милиционерам, расследовавшим дело банды, пришлось искать бездомных, которые побывали в плену у бандитов. Сорокину, Карабаеву и Коржевину были предъявлены обвинения в создании преступной группы, похищении людей, 3 убийствах, незаконном обороте оружия и использовании рабского труда. Во время следствия они во всём признались, однако впоследствии отказались от своих показаний. Сорокин пытался симулировать сумасшествие, но экспертиза признала бандитов вменяемыми.
В сентябре 2010 года Нижегородский областной суд вынес приговор. Лидер банды Евгений Сорокин был приговорён к пожизненному заключению, Юнир Карабаев — к 17 годам колонии строгого режима, а Евгений Коржевин — к 9 годам колонии (так как на момент совершения преступлений он был несовершеннолетним, кроме того, сначала он тоже был пленником Сорокина и Карабаева).
На суде все трое отрицали свою вину и после вынесения приговора. При этом Сорокин заявил, что не согласен с приговором и намерен обратиться в Верховный суд.
В 2011 году Евгений Сорокин был этапирован в ФКУ ИК-6 по Оренбургской области, более известную, как «Черный дельфин».

## В массовой культуре
- Документальный фильм «Вокзал для троих» из цикла «Криминальные хроники» (2012)